# Endogen demokratisering
Endogen demokratisering är en teori i gränslandet mellan statsvetenskap och nationalekonomi som syftar till att förklara ett eventuellt orsakssamband mellan ekonomisk utveckling och demokrati. Forskare som argumenterar för en endogen demokratisering hävdar att det finns ett orsakssamband mellan ekonomisk tillväxt och demokratiskt styre. Till dessa hör bland andra Carles Boix och Susan C. Stokes som i motsats till Adam Przeworski - som försvarar teorin om exogen demokratisering - menar att ekonomisk utveckling i praktiken leder till att länder demokratiseras. I likhet med exogen demokratisering har även denna teori historiska rötter sedan flera decennier tillbaka. Philips Cutright, James A. Wiley och Robert Jackman tillhör de som tidigt argumenterade för endogen demokratisering - som även har kopplingar till teorin om modernisering.
Kritiker av endogen demokratisering har pekat på svårigheten att kvantitativt finna kausala samband som håller över tid och rum. En del har hävdat att demokratisering bäst förstås som ett resultat av komplexa historiska processer som inte troligen återupprepas. Varje lands väg till demokrati uppfattas således som individuell.
En närbesläktad fråga som också ägnats förhållandevis mycket fokus av akademiker är det eventuella orsakssambandet mellan demokrati och ekonomisk utveckling, det vill säga styrelseskickets påverkan på tillväxten och förutsättningen för materiellt välstånd. Joseph Polombara har tidigare argumenterat för att diktaturer är bättre än demokratier på att skapa ekonomisk utveckling. Roberto R. Rigobon och Dani Rodrik, å andra sidan, har hävdat att två väsentligt viktiga faktorer för ekonomisk tillväxt är just begränsningar av den exekutiva makten och låg risk för expropriation, av vilka båda är kopplade till ett demokratiskt styre. Marc Schiffbauer och Ling Shen föreslår utifrån en jämförelse mellan demokrati och diktatur att det finns en så kallad trappstegseffekt gällande ett tillväxtoptimalt styrelseskick. De menar att fattiga diktaturer som ligger under trappsteget - en given reell inkomstnivå - är bättre på att skapa förutsättningar för ekonomisk tillväxt, medan demokrati är överlägset ett auktoritärt styre för de länder som befinner sig ovanför trappsteget.